# 범어사 미륵전 목조여래좌상
부산 범어사 미륵전 목조여래좌상(釜山 梵魚寺 彌勒殿 木造如來坐像)은 부산광역시 금정구 청룡동, 범어사에 있는 조선 후기의 목조여래좌상이다. 2006년 11월 25일 부산광역시의 유형문화재 제72호로 지정되었다.

## 참고 자료
- 부산 범어사 미륵전 목조여래좌상 - 국가유산청 국가유산포털
- 부산 범어사 미륵전 목조여래좌상 - 부산역사문화대전
- 부산 범어사 미륵전 목조여래좌상 - 유튜브